# Centro di detenzione di Tokyo
Il centro di detenzione di Tokyo (東京拘置所?, Tōkyō Kōchisho) è una struttura correzionale a Katsushika, Tokyo. Una parte del sistema penale del Giappone, è gestita dal Ministero della giustizia.

## Descrizione
Aperta nel 1879, questa struttura è una delle sette camere di esecuzione del Giappone, con una capienza di 3010 persone. L'impiccagione è il metodo di esecuzione del Giappone. La camera di esecuzione a Tokyo ha una botola. Come il condannato maschio o femmina muore, il suo corpo cade in una stanza sotto la camera di esecuzione, e in quella stanza la morte è confermata. Prima che il condannato sia eseguito, a lui o lei viene passata una statua di Amitābha, una divinità buddista. La stanza di esecuzione è in due sezioni, con entrambi insieme le dimensioni di quindici stanze con tatami.

## Prigionieri celebri
- Kiyoshi Miki
- Shōkō Asahara (impiccato il 6 luglio 2018)
- Richard Sorge
- Primo ministro Kakuei Tanaka[3][4]
- Carlos Ghosn
- Norio Nagayama (impiccato il 1º agosto 1997)
- Tsutomu Miyazaki (impiccato il 17 giugno 2008)
- Masahiro Kanagawa (impiccato il 21 febbraio 2013)
- Seiichi Endo (impiccato il 6 luglio 2018)
- Yukio Seki (impiccato il 26 novembre 1993)
- Teruhiko Seki (impiccato il 19 dicembre 2017)
- Hideki Kanda (impiccato il 1º agosto 1997)
- Toru Toyoda (impiccato il 26 luglio 2018)
- Kenichi Hirose (impiccato il 26 luglio 2018)
- Seiha Fujima (impiccato il 7 dicembre 2007)
- Yabe Mitsuo (impiccato il 30 settembre 1987)
- Koichi Shoji (impiccato il 2 agosto 2019)